# Villodrigo
Villodrigo – gmina w Hiszpanii, w prowincji Palencia, w Kastylii i León, o powierzchni 9,03 km². W 2011 roku gmina liczyła 135 mieszkańców.